# Suzanne Nouvion
Suzanne Nouvion (né le 30 mai 1905 à Alger et mort le 5 février 1997 dans le 9e arrondissement de Paris) est une sociologue française, pionnière dans la prévention de l’isolement et le suicide, fondatrice des centres Recherche et Rencontres.

## Biographie
Suzanne Nouvion est engagée très tôt dans le courant missionnaire au travers notamment de l'action sociale en milieu prolétarien près de Grenoble.
Elle est préoccupée par le désir de faire avancer une juste promotion de la femme dans le souci d’établir de meilleures relations masculin-féminin. Dans cet esprit, elle créa un centre de recherche « Recherche et Rencontres » destiné à faire se rencontrer des spécialistes en sciences humaines et des chercheurs en éducation.
Toujours dans cette recherche de l’amélioration des conditions de la femme, Suzanne Nouvion fut également très active dans le développement du Guidisme en France, et notamment du mouvement des Guides de France.
Promoteur en « Formation Humaine » dès 1956 auprès d’adultes et de jeunes, elle crée une méthodologie originale: l’antrophosynthèse.
De sa collaboration étroite avec Jacqueline de Chevron Villette alors assistante sociale spécialisée en psychologie et animée du même esprit, sont nées de nouvelles Fondations dans le but d’essayer d’apporter des solutions à de nouveaux problèmes de société auxquels ils n’étaient pas alors répondu, notamment l’isolement et ses conséquences dont le suicide.
Ces fondations de lutte contre l’isolement et de prévention du suicide ‘Recherche et Rencontres’ s’appuient sur une approche originale de la personne intégrant tous les niveaux de l’être. Cette expérience est décrite par Jacqueline de Chevron-Villette dans un livre intitulé « Le Sentiment d’Isolement » (Edition - Privat), ouvrage couronné par l’Académie française.
'Recherche et Rencontres' est une Union française d'associations loi de 1901, reconnue d'utilité publique qui a pour vocation d’écouter et aider les personnes en détresse psychologique, et ainsi prévenir leur suicide. 
Le premier Centre de lutte contre l'isolement et de prévention du suicide ’Recherche et Rencontres’, a été fondé en 1958 à Paris. Les centres 'Recherche et Rencontres' sont implantés principalement en milieu rural.
Suzanne Nouvion eut l'occasion de collaborer pendant de nombreuses années avec le Dr Roberto Assagioli de Florence, neuropsychiatre, fondateur de la Psychosynthèse. Elle sera à l'origine de la création de l'Institut Français de Psychosynthèse.

## Publications
- Frederick Jacobus, Johannes Buytendijk, Préface Suzanne Nouvion, La femme, ses modes d'être, de paraître, d'exister : essai de psychologie existentielle, Paris, Desclée de Brouwer, 1967, ©1954 (OCLC 299495238)
- Suzanne Nouvion, Le célibat laïc féminin : valeur nouvelle du monde contemporain : Cahiers recherche et rencontres, Paris, Editions Ouvrières, 1962 (OCLC 65597509)
- Suzanne Nouvion, Féminité et autonomie du Jugement, Paris, Editions Familiales de France, 1954 (OCLC 65597509)

## Distinctions
Chevalier dans l’Ordre National du mérite en 1978

## Sources
- Le mal d'isolement par Jacqueline de Chevron Villette - Editions Privat, 1978
- Vie et œuvre de Suzanne Nouvion - la Revue de Psychosynthèse, N° Spécial Juin 1997
- Le scoutisme au féminin : les Guides de France, 1923-1998 par Marie-Thérèse Cheroutre - Editions du Cerf, 2002